# ハンス・ゲオルグ・フリードマン
ハンス・ゲオルグ・フリードマン(ドイツ語: Hans Georg Friedmann、1928年11月23日 - 1945年3月15もしくは16日) は、ナチス政権によって殺害されたオーストリアの学生であった。 1939年以降、彼は家族とともにウィーンのレオポルトシュタットの集合アパートに住み、そこで13冊の手作りの小型ノートに犯罪小説を執筆し、これは2016年に出版された。
フリードマンは、オーストリア版アンネ・フランクと呼ばれた。 

## 生涯と作品
フリードマンはヒルデガルトとヒューゴ・フリードマンの息子で、妹のリゼロッテがいた。その家族は懸命な努力によって裕福になった。父親はジャージ工場を経営していた。幼いハンス・ゲオルクと妹は、ヒーツィングのザンクト・ファイト・ガッセ15番地にある両親の家で育てられた。 
1938 年の秋から、ハンス ゲオルクは近くのフィヒトナーガッセ・ギムナジウムに通うことになった。しかし、1938年3月のドイツによるオーストリア併合直後、アドルフ・ヒトラー親衛隊が学校の校舎を宿舎にした。その結果、ユダヤ系の生徒は高校への入学を拒否された。
父親の会社はアーリア化され、美術コレクションは奪われた。 
ハンス・ゲオルク・フリードマンの死去年を1944年とするドイツ国立図書館は、 「ハンス・ゲオルクの父親はウィーンのユダヤ博物館の学芸員であり、ユダヤ人コミュニティの指導的人物であった」と記している。
1939年、家族はレオポルトシュタットの共同アパートに引っ越さなければならなかった。フリードマン一家の使用人は、強制送還の前に 、ハンス・ゲオルク・フリードマンの犯罪小説を含むフリードマン一家の所持品の一部を安全な場所に運ぶことができた。 1942年10月9日、ハイドガッセの親子はテレージエンシュタットゲットーに移送された。そこで彼の父親はキャンプの図書館の管理を引き継ぎ、芸術的なイベントを企画した。 「保存された文書は、家族が2年間にわたってそこで尊厳ある日常生活を模倣しようと努力していたことを示している。」
1944年10月19日、母と妹はアウシュビッツ強制収容所に移送され、そこでナチス政権によって殺害された。父と息子はダッハウ強制収容所に送られた。
1945年3月15日もしくは16日、ハンス・ゲオルク・フリードマンはカウフェリング強制収容所の補助収容所複合施設で亡くなった。
ウィーンに残されたスーツケースには、ハンス・ゲオルグが手描きした母の日カードや、兄弟のジョーク（「リーは豚みたいだよ、そんな風に見えるんだ」や「ハンスはとても内気で、バカで、間抜けなんだよ」）、数枚の写真、そして彼の小説『トム・ラスカーの全世界冒険』などが入っていた。フリードマン家の元乳母マリー・ミケシュさんは、ナチス政権の終焉までスーツケースを守り、後にハンス・ゲオルクのいとこでフリードマン家の生き残りであるトニ・シュピールマンに引き渡した。シュピールマンはスイスの子どもの権利促進コルチャック協会の会員であり、小型ノートに執筆された小説の複製版を数セット印刷した。これらの版の 1 つがオーストリア コルチャック協会の会員であるオーストリアの歴史家ハイデ ・マンハルツベルガー= ツレーガーの手に渡り、彼はそのテーマが学校の授業で現代史を扱うのに適していると判断した。しかし、マンハルツベルガー=ツレーガー氏が会議で職業学校教師のクラウディア・ラッサッハーに出会うまで、ウィーンでも連邦州でも、一般中等教育学校(Allgemeinbildende höhere Schule、AHS)や他の学校はことごとくこのプロジェクトに興味を示さなかった。彼女、ラッサッハーが行動を起こし、ウィーンのエンベルガッセにある職業学校の2Eクラスと2年間のプロジェクトでハンス・ゲオルク・フリードマンの生涯と彼の犯罪小説に取り組んだ。「現代史という話題に対して、最初は『またか』と反応していた沈黙を守る少女たちや<ヤンキー>(harten Burschen)たちも、徐々に(ホロコーストの)記憶の擁護者へと変わり、ついにはスピルマンとの会談がプロジェクトのクライマックスと結末を告げることになった。」 
2年間の研究の成果は、学生たちによるラジオの特集番組として放送された。現代史に長年取り組んできたヒーツィンク成人教育センター(Volkshochschule Hietzing)もこの若い作家に興味を持ち、2016年にハンス・ゲオルク・フリードマンの人物と作品に関する展覧会を開催した。この展覧会は、国際的に評価され、 2018年にはミュンヘンのヨーロッパ・ヤヌシュ・コルチャック・アカデミーでも展示され た。
エンベルガッセ職業学校の旧2Eのクラスメートはハンス ・ゲオルク ・フリードマンを自分たちの仲間の一人として受け入れ、一人の生徒は、よくある一言でこう表現した。「そうだね、ハンス ゲオルクは「とにかくかっこいい」(eh cool)からね。」

## 物語の発見への道
Österreichische Rundfunk、ORF(オーストリアラジオ放送)

## 批評
- Radiofeature: Hans Georg Friedmann. Ein Jugendlicher schreibt sich frei. schuelerradio.at, 2. Juli 2015, abgerufen am 24. Mai 2016.
- Ausstellung: „Der Tod hat nicht das letzte Wort“. Die Krimis von Hans Georg Friedmann. Ausstellung in der Volkshochschule Hietzing, 24. April bis 2. Juni 2016.[6]